# Ronde van Frankrijk 2007/Twaalfde etappe
De twaalfde etappe van de Ronde van Frankrijk 2007 werd verreden op 20 juli 2007 tussen Montpellier en Castres over een afstand 178,5 kilometer. In deze rit werden de eerste tekenen van de Pyreneeën zichtbaar met een beklimming van de 2de categorie: de Montée de la Jeante.

## Verloop
Het peloton was nog niet eens echt vertrokken toen Mario Aerts onderuit ging in de neutrale zone. De Belg wisselde van fiets en kon zijn weg vervolgen. De eerste kopgroep ontstond al snel, maar kreeg geen vrijgeleide. Alberto Ongarato was de tweede renner van de dag die viel. De Italiaan sloot weer aan, maar stapte - na een bezoekje aan de ronde-arts te hebben gebracht - toch af.
Na 17 km werd de kopgroep weer ingerekend en niet veel later was er een nieuw groepje dat het probeerde. Ook deze ontsnapping slaagde niet en het peloton begon aan de eerste beklimming van de dag. Philippe Gilbert kwam als eerste boven, terwijl er een nieuwe ontsnapping op touw werd gezet. Zeven renners, met daarbij onder andere Alessandro Ballan, reden weg, maar ook deze vlucht zou het niet redden. De wedstrijd was nog geen uur bezig of er werd een 3e val gemeld. Dit keer was de Nederlander Stef Clement het slachtoffer.
Na 57 km gingen Pierrick Fédrigo en Amets Txurruka in de aanval. Deze twee kregen wél de ruimte van het peloton en begonnen met driekwart minuut voorsprong aan de Côte du Mas-Rouet, Txurruka kwam als eerste over de top. Meerdere renners probeerden te oversteek te maken, maar niemand slaagde daarin. Ook op de Col du Buis kwam Txurruka als eerste boven, het peloton kwam pas 8'35" later boven. Marcus Burghardt zwom lange tijd tussen beide groepen in.
Niet lang na de eerste tussensprint, gewonnen door Fédrigo, zette het peloton onder leiding van Liquigas de achtervolging in. Het verschil werd teruggebracht van 11½ minuut op iets meer dan 80 km van de streep tot 9 minuten op 70 km van Castres.
De kopgroep begon aan de Montée de la Jeante met een voorsprong van ongeveer 6'30".
Nadat de kopgroep nog vocht om voor het peloton te blijven, werden zij toch bijgehaald door het peloton twee kilometer voor de streep. De etappe eindigde in een massasprint die de tweede overwinning van Tom Boonen betekende.

### Tussensprints
- Eerste tussensprint in Hérépian, na 81,5 km: Pierrick Fédrigo
- Tweede tussensprint in Olargues, na 101 km: Pierrick Fédrigo

### Bergsprints
- Eerste bergsprint, Côte de Cantagal (4de cat.), na 27,5 km: Philippe Gilbert
- Tweede bergsprint, Côte du Mas-Rouet (4de cat.), na 58 km: Amets Txurruka
- Derde bergsprint, Col du Buis (4de cat.), na 74,5 km: Amets Txurruka
- Vierde bergsprint, Montée de la Jeante (2de cat.), na 130,5 km: Amets Txurruka

## Uitslag
| rang | renner             | land        | ploeg                   | tijd       |
| ---- | ------------------ | ----------- | ----------------------- | ---------- |
| 1    | Tom Boonen         | België      | Quick·Step - Innergetic | 4u 25' 32" |
| 2    | Erik Zabel         | Duitsland   | Team Milram             | z.t.       |
| 3    | Robert Hunter      | Zuid-Afrika | Team Barloworld         | z.t.       |
| 4    | Daniele Bennati    | Italië      | Lampre                  | z.t.       |
| 5    | Thor Hushovd       | Noorwegen   | Crédit Agricole         | z.t.       |
| 6    | Bernhard Eisel     | Oostenrijk  | T-Mobile Team           | z.t.       |
| 7    | Sébastien Chavanel | Frankrijk   | La Française des Jeux   | z.t.       |
| 8    | Nicolas Jalabert   | Frankrijk   | Agritubel               | z.t.       |
| 9    | Robert Förster     | Duitsland   | Team Gerolsteiner       | z.t.       |
| 10   | Andrej Kasjetsjkin | Kazachstan  | Astana                  | z.t.       |

## Algemeen klassement
| rang | renner             | land       | ploeg             | tijd        |
| ---- | ------------------ | ---------- | ----------------- | ----------- |
| 1    | Michael Rasmussen  | Denemarken | Rabobank          | 57u 37' 10" |
| 2    | Alejandro Valverde | Spanje     | Caisse d'Epargne  | op 2' 35"   |
| 3    | Iban Mayo          | Spanje     | Saunier Duval     | op 2' 39"   |
| 4    | Cadel Evans        | Australië  | Predictor - Lotto | op 2' 41"   |
| 5    | Alberto Contador   | Spanje     | Discovery Channel | op 3' 08"   |

## Strijdlust
De prijs van de strijdlust ging naar de Spanjaard Amets Txurruka van het Spaanse Euskaltel-Euskadi. Hij zou ook in de 19de etappe de prijs van de strijdlust krijgen en uiteindelijk zelfs de prijs van de superstrijdlust. Deze prijs wordt door een jury aan het eind van de Tour uitgereikt aan de renner die zich volgens hen het meest aanvallend heeft gedragen.
Proloog ·
1e etappe ·
2e etappe ·
3e etappe ·
4e etappe ·
5e etappe ·
6e etappe ·
7e etappe ·
8e etappe ·
9e etappe ·
10e etappe ·
11e etappe ·
12e etappe ·
13e etappe ·
14e etappe ·
15e etappe ·
16e etappe ·
17e etappe ·
18e etappe ·
19e etappe ·
20e etappe
Startlijst · Eindstanden · Afbeeldingen